# St. Galler Kantonalbank Arena
Die St. Galler Kantonalbank Arena ist eine Eissporthalle in Rapperswil, einem Ortsteil der Schweizer Gemeinde Rapperswil-Jona im Kanton St. Gallen. Der Eishockeyclub der SC Rapperswil-Jona Lakers trägt hier seine Spiele aus.

## Geschichte
Die ehemalige „Eishalle Lido“ wurde 1987 eröffnet und von 2005 bis 2006 komplett umgebaut. Mit der Renovierung wurde auch der Name in „Diners Club Arena“ geändert. Die Namensänderung wurde deshalb vorgenommen, weil Diners Club Hauptsponsor war und den Bau der neuen Eishockeyarena mit rund 1,5 Millionen SFr. mitfinanziert hatte. Die Kredite von über fünf Millionen Franken wurden in beiden Gemeinden in der Abstimmung vom 25. September 2005 deutlich angenommen, daher können die Rapperswil-Jona Lakers seit der Saison 2006/07 im neuen, umgebauten Stadion spielen. Die Umbauarbeiten begannen während des Spielbetriebs 2005. Die Arena fasst heute 6’100 Zuschauer. Es fand dabei eine Umschichtung von Stehplätzen auf mehr Sitzplätze statt. Ebenfalls wurden vor allem das Verpflegungsangebot und die sanitären Einrichtungen renoviert. 
Am 28. Juni 2016 gaben die Rapperswil-Jona Lakers den Namenswechsel der Halle zur Saison 2016/17 bekannt. Die St.Galler Kantonalbank sicherte sich durch einen neuen Sponsoringvertrag die Namensrechte an der Spielstätte der SCRJ Lakers bis ins Jahr 2021. Im Vertrag gibt es eine Option für acht weitere Jahre bis 2029. Dies ist aber an die Neugestaltung des Lido-Areals gebunden, auf dem die Eishalle steht. Darüber werden die Bürger von Rapperswil 2017 abstimmen. Der Vertrag schliesst auch den benachbarten Pavillon ein. Dessen Erlöse gehen laut Vereinbarung zweckgebunden in die Infrastruktur.

## Bildergalerie

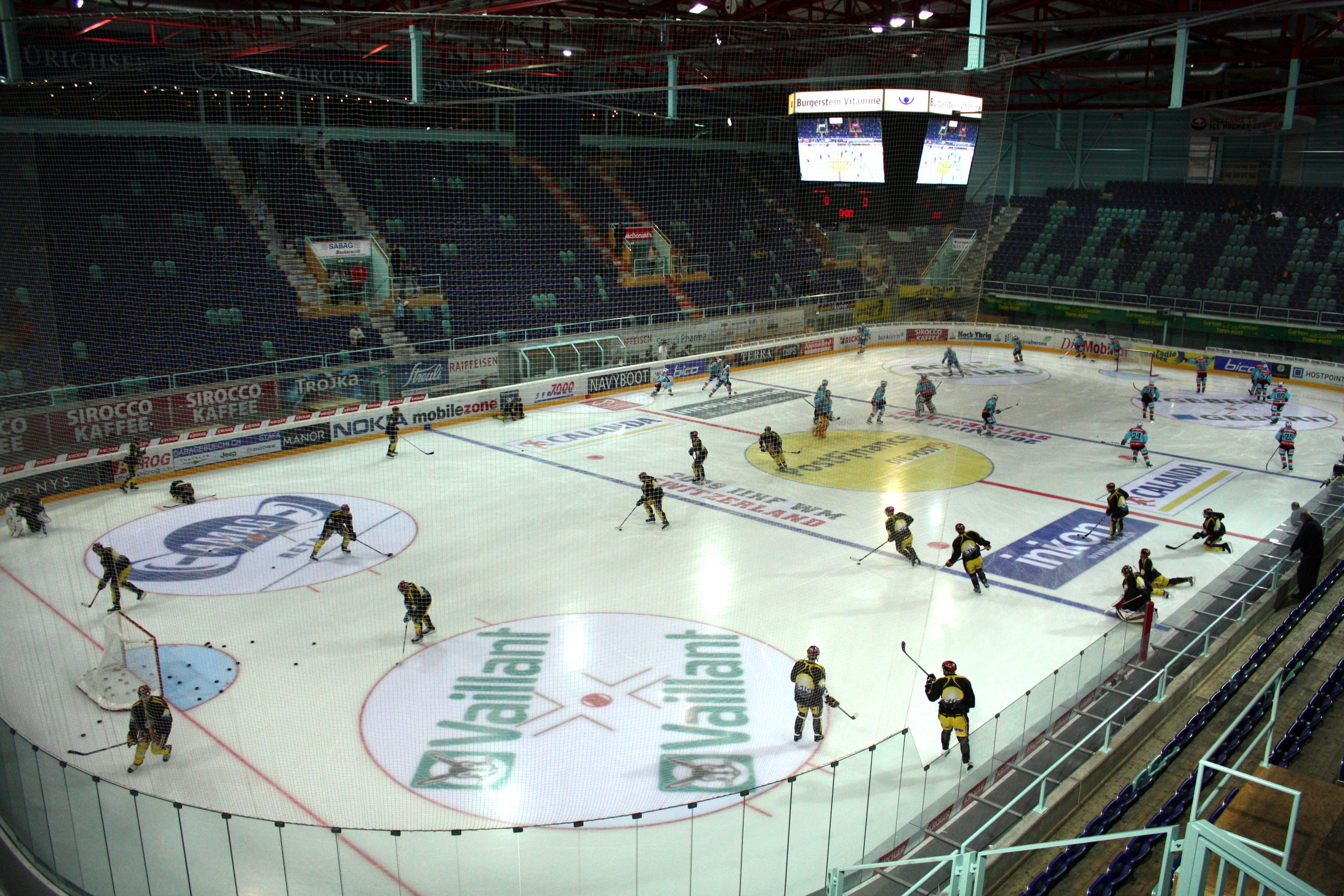
Spiel der NLA am 25. Oktober 2008 zwischen den SCRJ Lakers und dem Genève-Servette HC.
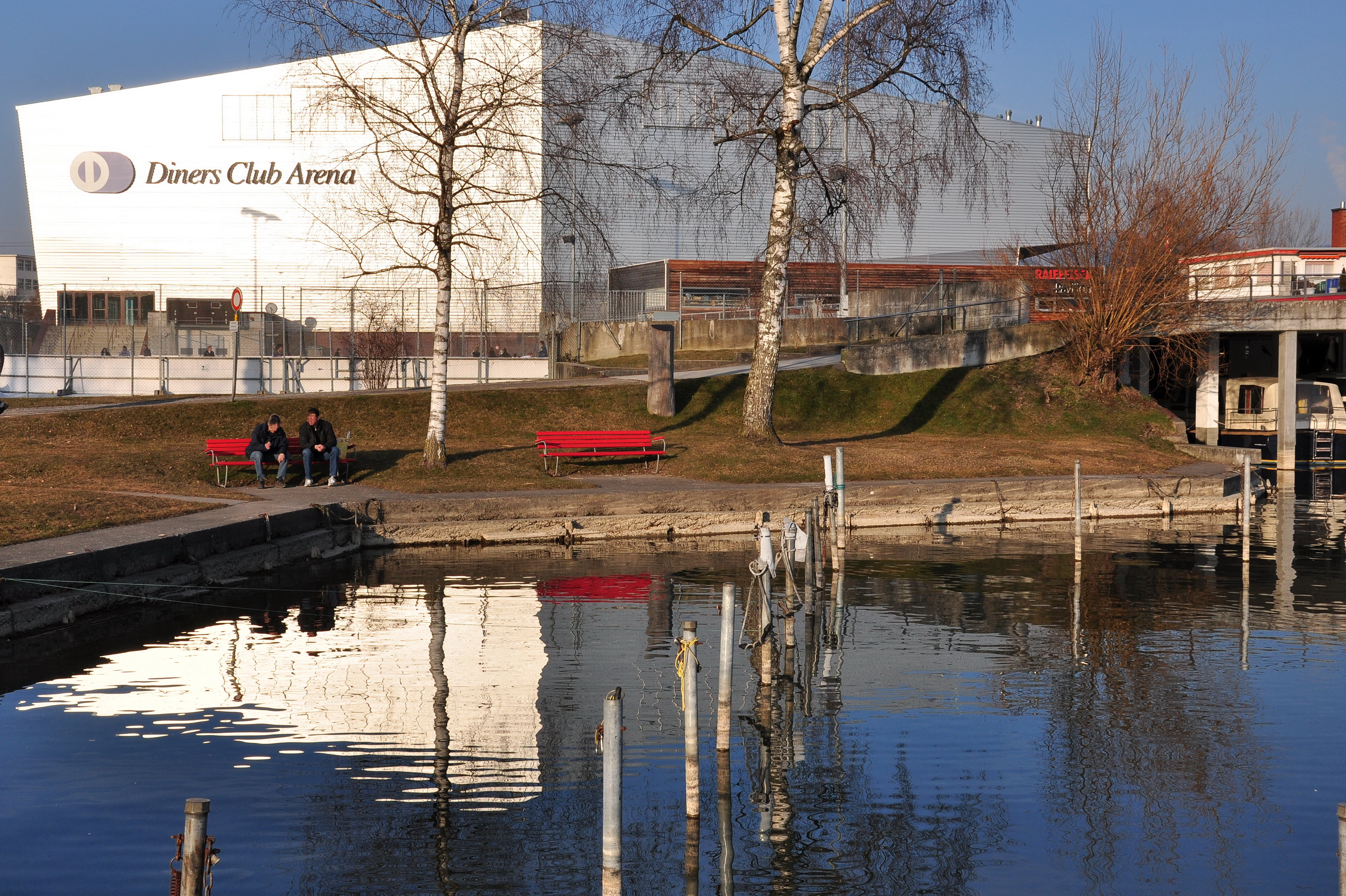
Die Eisarena liegt am Obersee (Februar 2011).
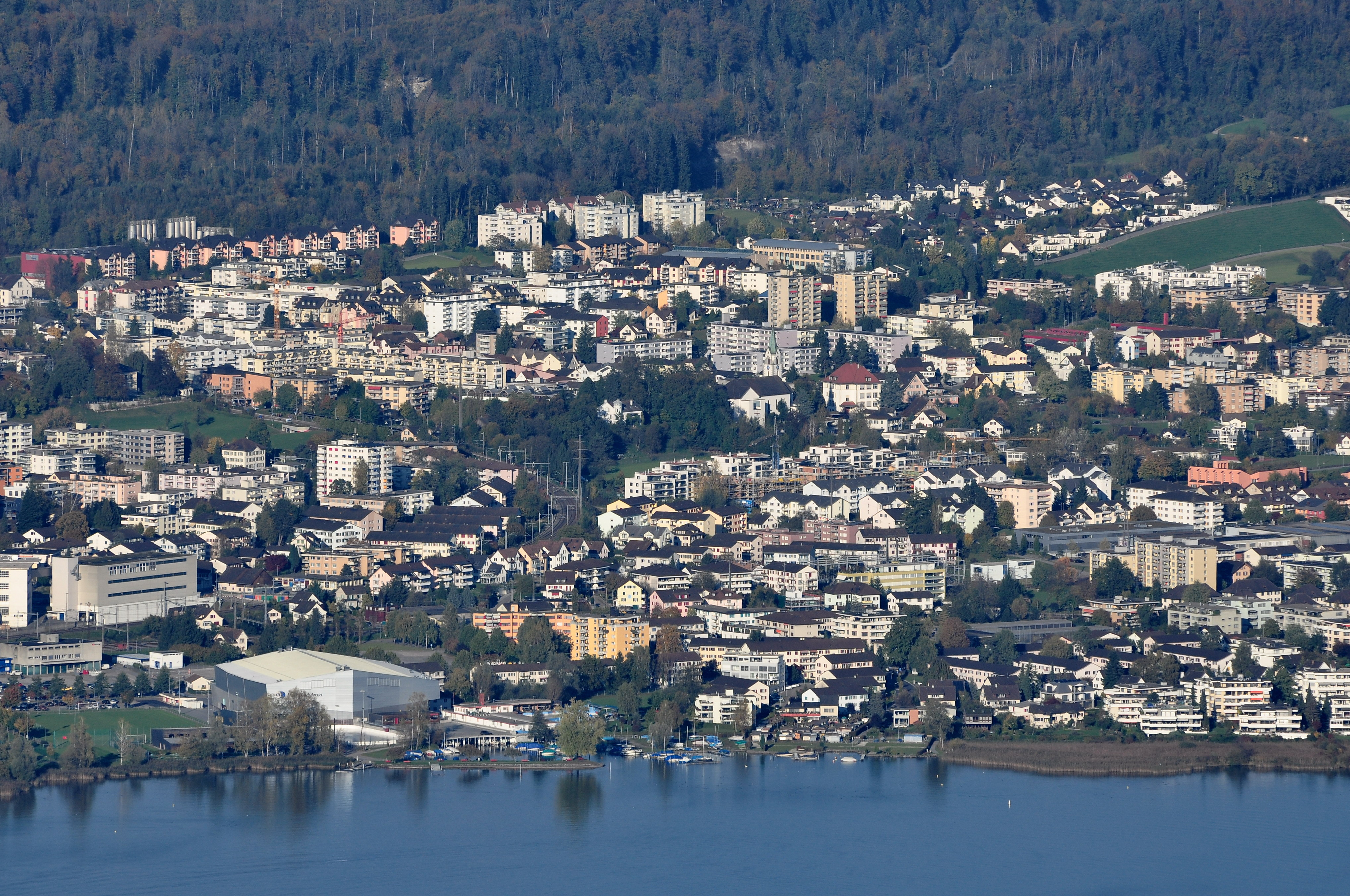
Blick vom Berg Etzel auf Rapperswil-Jona. Unten links am Ufer die St. Galler Kantonalbank Arena (2010).
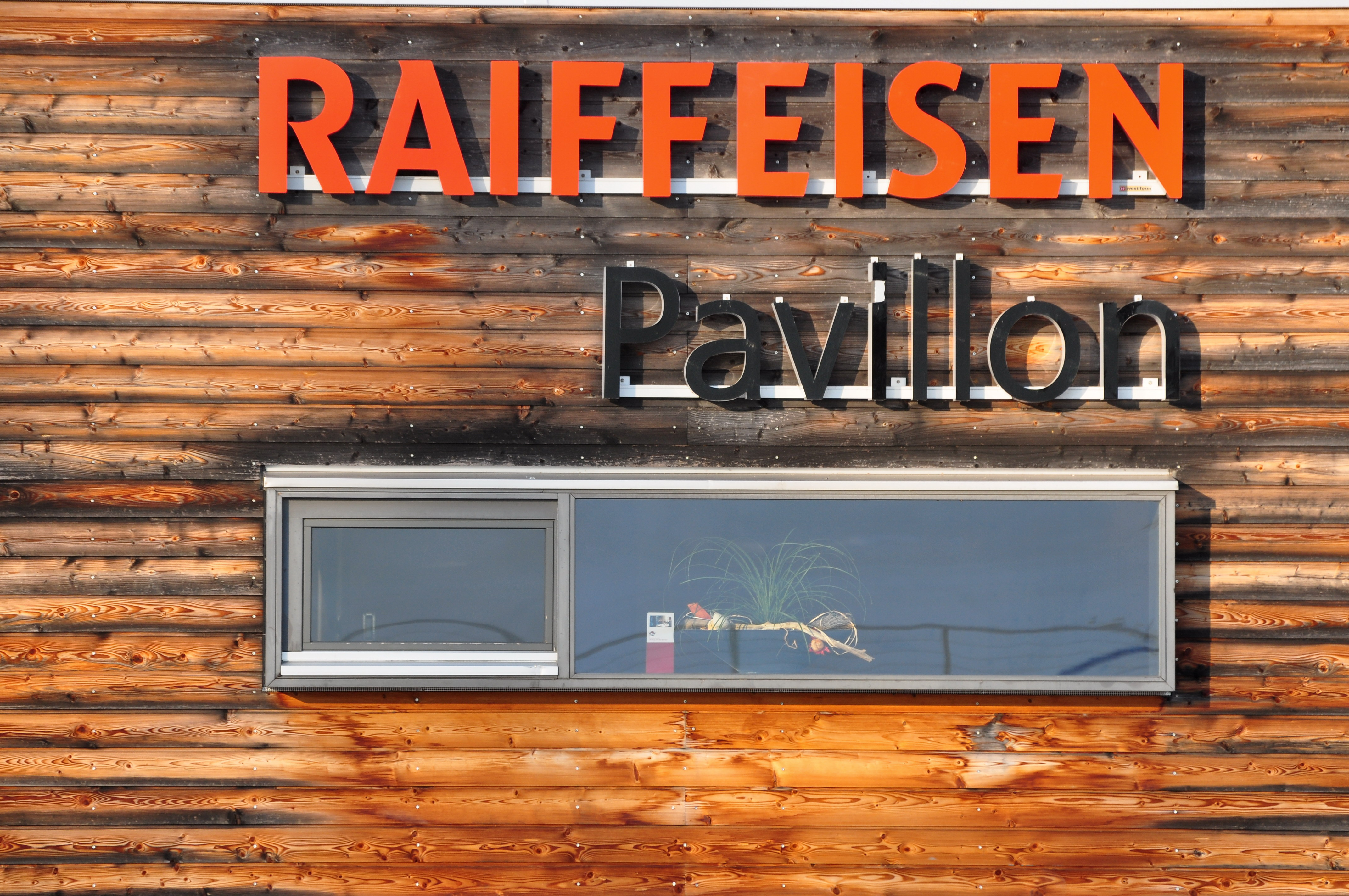
Der angrenzende Pavillon (November 2011)